# 中学

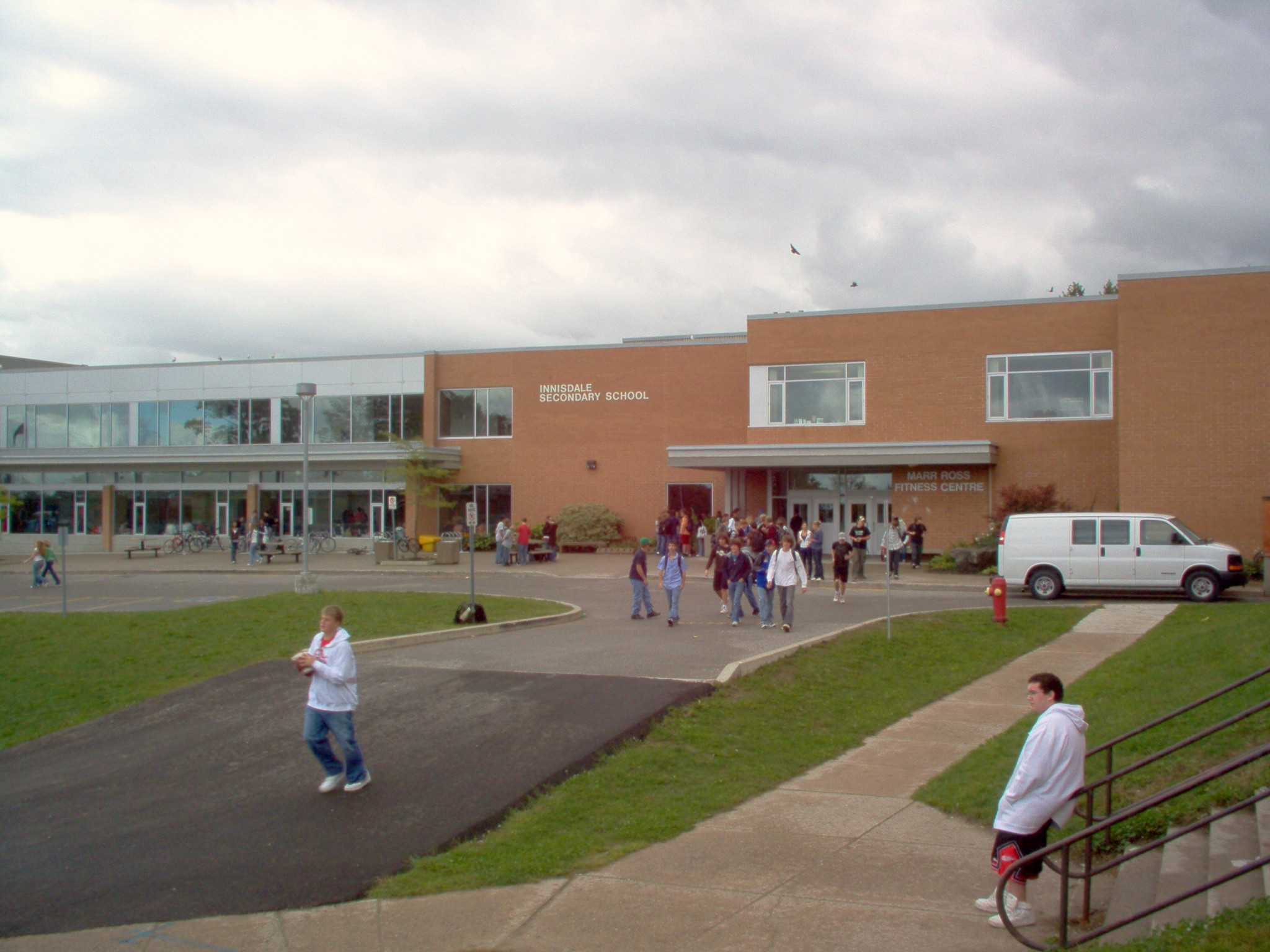
加拿大Innisdale中學

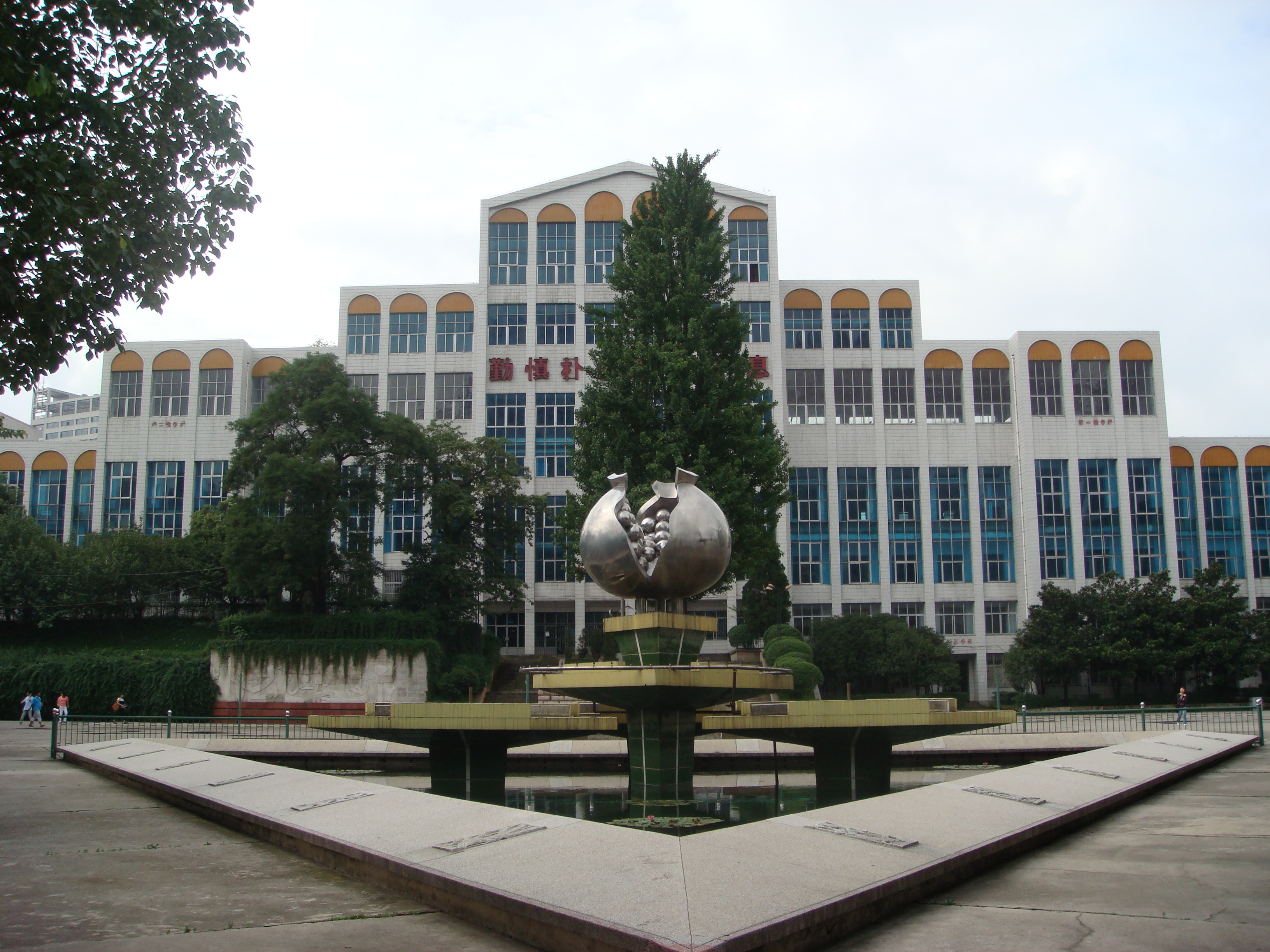
貴陽市第一中學

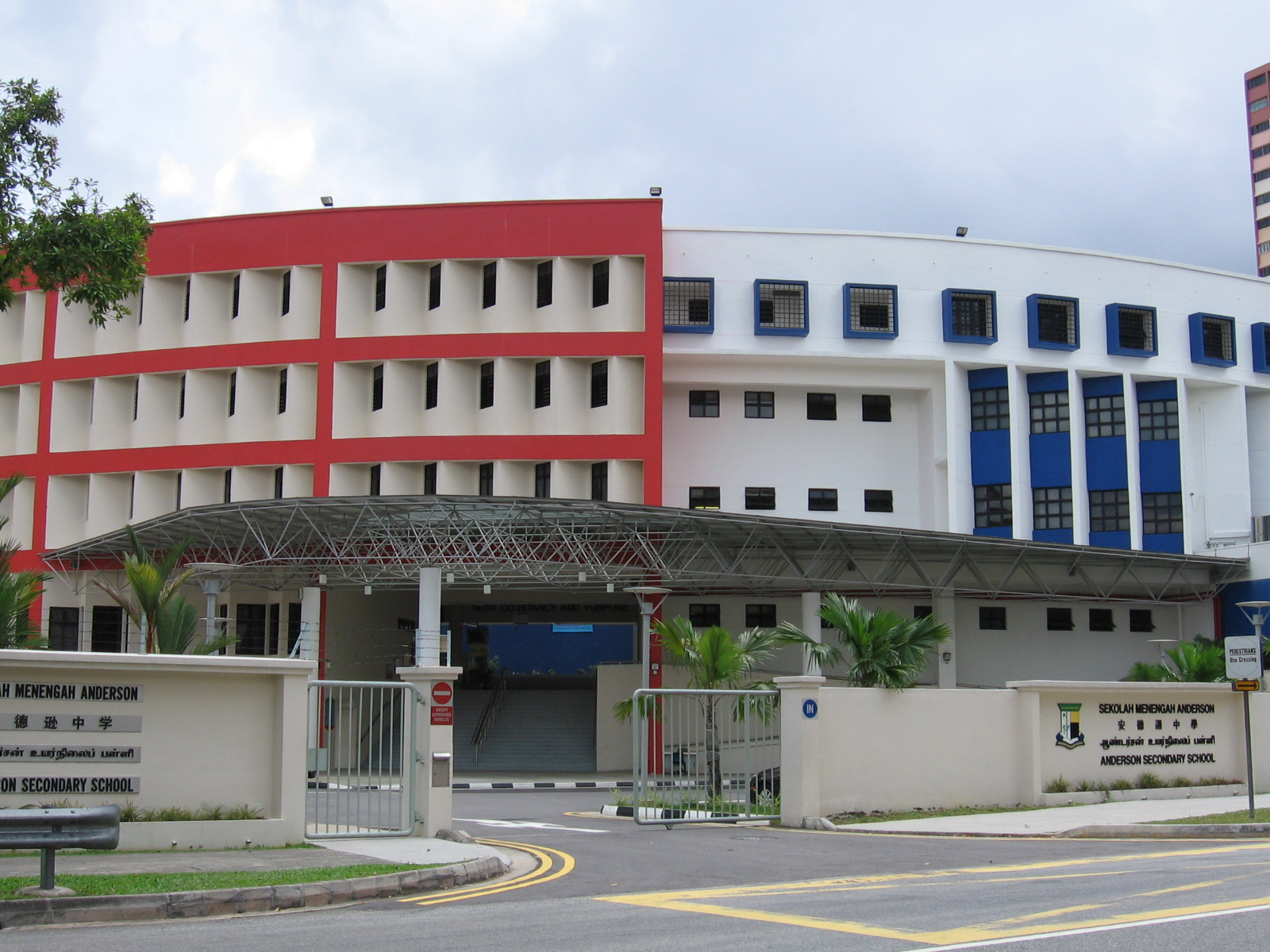
新加坡安德森中學

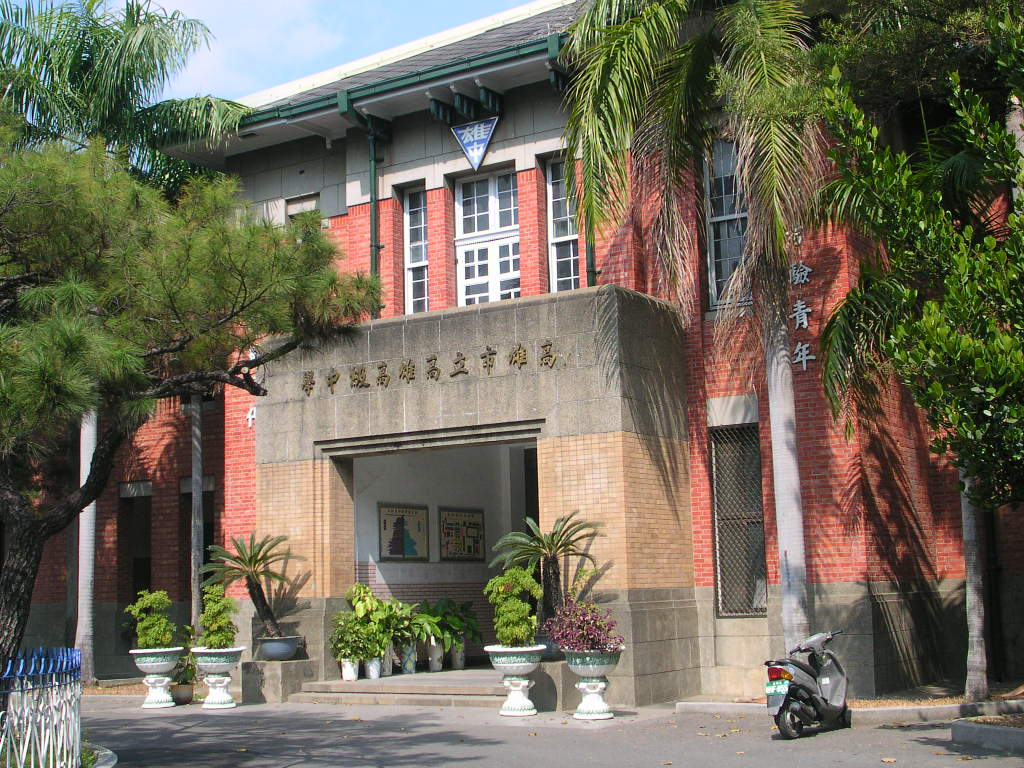
臺灣高雄市立高雄高級中學

中學（英語：secondary school）是緊跟著小學教育之後的學歷教育機構，通常也稱為中等教育机构。此階段的教育是為了之后的更深等的教育或是職業訓練而設。中學和小學之間的界限隨著國家的不同而有差異，但是一般是在入小學後的第七到第十二學年之間，有些國家會在這之間設立初級中學（臺灣在1970年代改稱國民中學）及高級中學。除了包含高等教育（例如大學）預備學程的一般中學外，就業訓練導向的中等職業學校也屬於二級教育的一環。

## 发展历史
世界上最早的中等教育學校產生於文藝復興時期的歐洲。
当时兴起的一批学校主要向学生传授拉丁文与古典文法，以期将学生培养成为满足贵族阶级需要的人才。由于这些学校偏重文科知识的教育，基本没有自然科学的教学内容，所以称为文法学校。文法学校多由天主教会或教士个人开办，所以科目设置比较狭隘，但比起中世纪的经院教育，已经有了令人注目的进步。
1387年，英国建立温彻斯特公学。公学的性质与科目设置与文法学校基本相同，但是由公共团体筹办，以培养公职人员为教育目标，所以称为公学。1446年，英王亨利六世下令，将先前设在伊顿，专门收纳文法学校优等生的学校改为公开的文法学校，后称伊顿公学。
文法学校注重对学生社会实践能力的培养，学生在校接受五年的教育，毕业后可进入大学深造。由于在校期间接受了大量的拉丁文与古典文法的教育，毕业后可以直接投入社会工作，也可以在大学中接触各个学科的古典著作，这与现代意义上中等学校的意义与作用十分接近。故而文艺复兴时期出现的文法学校与公学，是近代中等学校的雏形。
由于英国的文法学校和公学学费高昂，且执教者必须为国教教徒，所以这无论对学生还是教师都提出了非常严苛的限制，使教育无法使平民大众涉足。所以在17世纪，许多英国人自主筹办了一些学校，叫做学园，学园的经费多来自学生的学费。由于是个人操办，所以学园在科目设置上较之文法学院与公学更加自由。早期的学园受政治风气影响，主要教授神学课程。到了18世纪，随着资本主义的飞速发展和自然科学研究的进步，学园率先开设了许多自然科学课程，距现代意义上的中学更近一步。
欧洲各国的中等教育发展进程因国家政治局势而发展不均，但是在19世纪中期，随着政治局面的稳定和第二次工业革命的结束。西欧诸国与美国基本都已通过立法，建立了政府集中监督管理的中等教育制度。此后，因为自然科学研究的进程日新月异，学科分类不断细化，中学也逐渐完成了初中和高中的分化。如今英国的伊顿高中，便是由伊顿公学衍生而来。
明天啟三年（公元1623年），意大利傳教士艾儒略在《職方外紀》中將歐洲的各類學校譯為「小學」、「中學」、「大學」。《職方外紀》卷二云：「歐邏巴諸國皆尚文學，國王廣設學校。一國一郡有大學、中學，一邑一鄉有小學。」
1860至70年代，中国洋务运动的代表人物便开设私立新学堂，教授外文和西方自然科学知识，其中以军械和机器制造方面的技术为主。1898年戊戌变法期间，康有为曾上书光绪帝，提出在各县设立中学。后来这个建议被清政府采纳，于是诞生了中国历史上第一批官办新式中学。后来，许多中国民间人士也创办了许多新式学堂，此外一些外国传教士也在中国开办了学堂。清末实行新学制，全国许多有着悠久历史的传统学校如府学、县学和书院等被改制为近代学校，其中许多演变为中学。

## 不同地區的中学教育

### 中國大陸
中学教育由初级中学（初中）和高级中学（高中）组成。初中在大多数省市是九年义务教育的最后三年，包含第7到第9学年，分别称作初一、初二、初三，或七年级、八年级、九年级（上海市等采用小学五年、初中四年制度的地区（简称“五四分段”），初中阶段则是九年义务教育的第6到第9学年，分别称作预备年级或“中预”、初一、初二、初三）。初三结束有一次毕业考试，通过了毕业考，才可以获得初中学历。初中毕业生通过参加中考，成绩上线者可以进入高级中学或“三校”（包括中等专业学校、中等职业学校和中等技术学校）。部分地区已将毕业中考“合二为一”（如浙江省等；北京于2021年實行。）。初中主要学习语文、数学、外语（絕大多數爲英語）、物理、化学、生物、道德与法治（原称思想品德）、历史、地理、信息技术、体育、音乐、美术等科目（少數例外，如浙江省自本世紀初便使用自編的《科學》教材（綜合了理化生和一些自然地理內容）和部編的《歷史與社會》教材（綜合了歷史和一部分地理、政治乃至社會常識內容），大多省市将所有科目列为毕业考试科目并語數外物化史地體八科列入中考范围。
高中则是第10到第12学年，称为高一、高二、高三，主要需要通過學業水平考試（高中畢業考，通過即有畢業證書）和普通高等学校招生全国统一考试（即高考）。高三毕业生通过参加高考，高考成绩達到錄取分數線者便可入讀。在中国大陆新高考体制下，大部分省区学生除艺术、体育、技术（浙江省等爲高考科目）等非高考科目外，高一需要学习语文、数学、外语（可选英法德西俄日，一般为英语）、物理、化学、思想政治、历史、地理、生物等所有文化科目，到高二则采3+2+1或3+3选科，即必修语数外三科，在历史、物理中择一科，再在其他几个科目中选两个修学（3+3方式指直接在剩下科目中选三个修学），所选6个科目即学生高考考试内容。
| 初中教育（中文名稱） | 初中教育（英文簡稱） | 高中教育（中文名稱） | 高中教育（英文簡稱） |
| -------------------- | -------------------- | -------------------- | -------------------- |
| 初一（七年級）       | Junior 1 (Grade 7)   | 高一（十年級）       | Senior 1 (Grade 10)  |
| 初二（八年級）       | Junior 2 (Grade 8)   | 高二（十一年級）     | Senior 2 (Grade 11)  |
| 初三（九年級）       | Junior 3 (Grade 9)   | 高三（十二年級）     | Senior 3 (Grade 12)  |

### 香港
香港採用初中三年、高中三年的中學制度，完成中六後會獲發離校證書，惟中六生須通過香港中學文憑試（DSE）才能升讀大學。初中課程主要包括中國語文、英國語文、數學、中國歷史、世界歷史、地理、綜合科學及生活与社會，亦包括音樂、體育、普通話、家政、設計与科技等科目，而高中課程則包括中國語文、英國語文、數學及通識教育(在於2021-2022學年度起改變為公民與社會發展科)四個必修科，學生亦會選擇2-3科選修科。
在2012年前，香港使用沿襲於英國的舊學制，中五學生要通過香港中學會考才可升讀中六及中七的預科課程。推行新學制後，香港中學會考及預科課程被取消。香港的中學大多數已不劃分初中和高中，學生多會在同一所中學裏完成整個中學課程，並在中六學年末參加香港中學文憑考試，以升讀大學或大專課程。
| 初中教育（中文名稱） | 初中教育（英文簡稱） | 高中教育（中文名稱） | 高中教育（英文簡稱） |
| -------------------- | -------------------- | -------------------- | -------------------- |
| 中一                 | S1／F1               | 中四                 | S4／F4               |
| 中二                 | S2／F2               | 中五                 | S5／F5               |
| 中三                 | S3／F3               | 中六                 | S6／F6               |

### 澳門
學校大多實施「本地學制」，即三年的初中及三年的高中。
| 初中教育（中文名稱） | 初中教育（英文簡稱） | 高中教育（中文名稱） | 高中教育（英文簡稱） |
| -------------------- | -------------------- | -------------------- | -------------------- |
| 初中一               | F1/J1(Junior 1)      | 高中一               | F4/S1(Senior 1)      |
| 初中二               | F2/J2(Junior 2)      | 高中二               | F5/S2(Senior 2)      |
| 初中三               | F3/J3(Junior 3)      | 高中三               | F6/S3(Senior 3)      |

### 臺灣
臺灣的中學教育分為國民中學與高級中學兩級。國民中學（早期為初級中學，簡稱初中，於九年國民義務教育實施後改名）為第7到第9學齡，在三年國民中學教育結束後，以「免試入學」方式進入普通高中（逕稱高中）或技術型高中（即高職），或是經過國中教育會考依分數以「申請入學」或「登記分發」等多元入學方式做為能否升學的指標。
| 國中教育（中文名稱） | 國中教育（英文簡稱） | 高中教育（中文名稱） | 高中教育（英文簡稱） |
| -------------------- | -------------------- | -------------------- | -------------------- |
| 國一（七年級）       | Junior 1 (Grade 7)   | 高一（十年級）       | Senior 1 (Grade 10)  |
| 國二（八年級）       | Junior 2 (Grade 8)   | 高二（十一年級）     | Senior 2 (Grade 11)  |
| 國三（九年級）       | Junior 3 (Grade 9)   | 高三（十二年級）     | Senior 3 (Grade 12)  |

### 德國
德國的小學（Grundschule）學制通常只延續到10歲（四年級），之後總共有四種不同的二級教育路線可以選擇。其中，普通中學（Hauptschule）提供最基本的職業能力訓練，學程長度約5年（至九年級），然後學生可以選擇進入類似學徒制的實習職業學校（Berufsschule）再半工半讀2至3.5年到正式進入職場；職業中學（Realschule）提供比普通中學多一些的學理訓練，學程長6年直到十年級，畢業後的學生可以選擇進入更高等的技術學院進修；高級中學（Gymnasium）是最正統的學術教育管道，學生主要是學習基本學理科目（例如拉丁文、數學、物理等等），學程長達8到9年，完全不涉及職業訓練、以進入大學為唯一目標，可以被視為是大學預科課程；至於綜合高中（Gesamtschule）則是上面三種中學的合體，學生有機會在就學一段時間之後，再考慮要選擇哪種教育路線。

### 日本
日语中的“中学”一词仅指初中。高中在日语中称为“高校”。日本的初中和高中学习时间各三年。